# Sinaida Wassiljewna Jerschowa
Sinaida Wassiljewna Jerschowa (russisch Зинаида Васильевна Ершова; * 23. Oktoberjul. / 5. November 1904greg. in Moskau; † 25. April 1995 ebenda) war eine russische Radiochemikerin.

## Leben
Nach dem Schulbesuch begann Jerschowa 1923 das Studium an der Universität Moskau (MGU) und schrieb sich beim radiochemischen Laboratorium ein. Während ihres ersten Kurses lernte sie einen Sohn Nikolai Alexandrowitsch Wtorows kennen und heiratete ihn. Während der Flitterwochen in Sotschi erkrankten sie beide an Typhus, und er starb an Diphtherie. Im Sommer 1924 wurde sie mit dem Vizedirektor des Leningrader Radium-Instituts der Akademie der Wissenschaften der UdSSR (AN-SSSR, seit 1991 Russische Akademie der Wissenschaften (RAN)) Witali Grigorjewitsch Chlopin bekannt, der dann lange ihr wissenschaftlicher Leiter war. Zum Abschluss ihres Studiums in der physikalisch-mechanischen Abteilung der MGU verteidigte sie 1929 ihre Diplomarbeit über Radioaktivität.
Nach dem Studium begann Jerschowa entsprechend dem Rat Chlopins in dem Moskauer Werk für seltene Elemente an der industriellen Gewinnung des Radiums aus dem Uranerz der Tuja-Mujun-Lagerstätte im Ferghanatal im Rajon Marhamat zu arbeiten. 1930 wurde sie Leiterin des physikalischen Laboratoriums, und Ende 1931 wurde das erste Radium ausgeliefert.
Jerschowa heiratete in zweiter Ehe den ersten Prokurator Moskaus (1904–1938) A. W. Filippow, mit dem sie die Tochter Xenija bekam (Xenijas Tochter Marina Sergejewna Schukowa heiratete den Journalisten Nikolai Karlowitsch Swanidse). Filippow wurde während der Stalinschen Säuberungen 1938 erschossen.
Im Dezember 1936 wurde Jerschowa nach Paris in das Laboratorium Marie Curies des Institut du Radium geschickt, wo sie bei Irène Joliot-Curie das 238U/235U-Verhältnis in UY bestimmte und 1937 im Journal de Physique veröffentlichte. Nach der Rückkehr in die UdSSR wechselte sie auf Empfehlung Chlopins 1938 als Leiterin des Radium-Laboratoriums in das Staatliche Forschungsinstitut für seltene Metalle (Giredmet) des Volkskommissariats für Buntmetalle der UdSSR.
Während des Deutsch-Sowjetischen Krieges war Jerschowa in Kasachstan evakuiert und leitete einen Schweinesowchos. Im Februar 1943 wurde sie plötzlich nach Moskau zurückbeordert, um im Giredmet im Sowjetischen Atombombenprojekt mitzuarbeiten. Von Igor Wassiljewitsch Kurtschatow erhielt sie den Auftrag, schnellstens Urancarbid und Uran zu liefern. Noch im gleichen Jahr verteidigte sie am Moskauer Lomonossow-Institut für Feinchemietechnologie ihre Kandidat-Dissertation mit den Ergebnissen ihrer Pariser Arbeiten. Im Dezember 1944 produzierte sie das erste sowjetische Uran und schichte die geforderten Materialien an das Moskauer Laboratorium Nr. 2 (später Kurtschatow-Institut), in dem der erste Kernreaktor F-1 aufgebaut wurde. In ihrem Bericht an den Vizevolkskommissar für innere Angelegenheiten (NKWD) Awraami Pawlowitsch Sawenjagin forderte sie die Errichtung eines neuen Spezialinstituts in Moskau für die gestellten Aufgaben. Bereits vorher war das NKWD aufgefordert worden, für ein spezielles Forschungsinstitut für das Atombombenprojekt zu sorgen. Am 8. Dezember 1944 beschloss das Staatliche Verteidigungskomitee der UdSSR (GKO) die Gründung dieses Instituts für spezielle Metalle Inspezmet und forderte innerhalb von 15 Tagen Vorschläge für die Organisation des Inspezmet, das dann das Forschungsinstitut NII-9 und später das Hochtechnologieforschungsinstitut für anorganische Materialien (WNIINM) wurde und jetzt den Namen Andrei Anatoljewitsch Botschwars trägt. Die technische Aufgabenstellung für die Projektierung wurde Anfang 1945 von den Giredmet-Mitarbeitern Jerschowa, Wsewolod Dmitrijewitsch Nikolski und N. S. Powizki angefertigt.

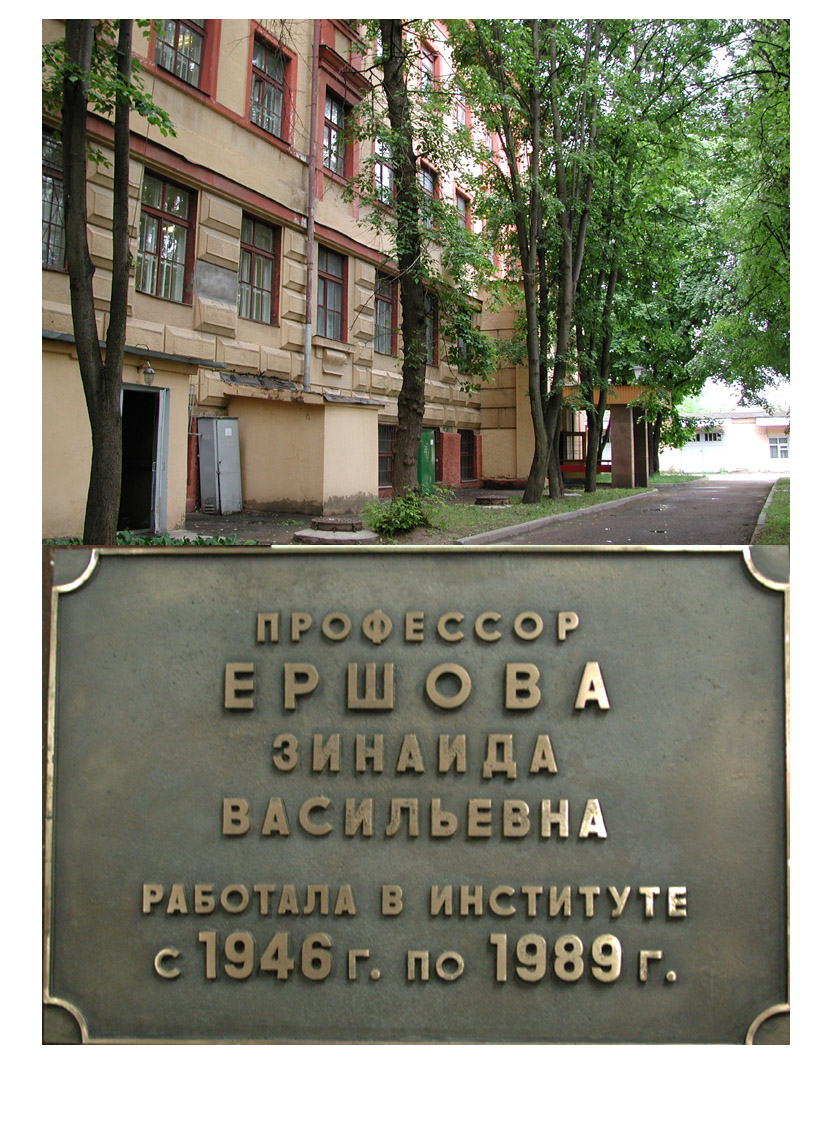
Jerschowa-Gedenktafel am WNIINM

Im Mai 1945 folgte Jerschowa nicht dem Vorschlag, für die Durchführung der Reparationen nach Deutschland zu gehen. Mit Beschluss vom 30. August 1945 erhielt sie den Auftrag, im Werk Nr. 12 (später Maschinenbau-Werk) in Elektrostal Uran-Barren mit einer Masse von mehreren Kilogramm industriell zu fertigen. Anfang 1946 wechselte sie als Laboratoriumsleiterin mit einer Gruppe von Mitarbeitern in das Inspezmet. In den ersten beiden Jahren leitete sie zusammen mit dem ersten Direktor Wiktor Borissowitsch Schewtschenko die radiochemischen Arbeiten. Im Dezember 1947 wurden die ersten Mikrogramm einer hellblauen Plutonium-Lösung erhalten. 1948 wurde in Jerschowas Laboratorium die halbindustrielle Polonium-Produktion realisiert. Unter ihrer Leitung entwickelte sich daraus die stete ökologische Polonium-Produktion. Der Ende der 1960er Jahre in ihrem Laboratorium im WNIINM entwickelte thermoelektrische Generator mit dem Polonium-Isotop 210Po wurde 1970 im Lunochod 1 und 1973 im Lunochod 2 eingesetzt. Sie war Doktorin der technischen Wissenschaften und Professorin. Zu Jerschowas Schülern gehörte Igor Wassiljewitsch Petrjanow-Sokolow. Jefim Pawlowitsch Slawski schätzte sie sehr. 1989 verließ Jerschowa das WNIINM nach mehr als 40 Arbeitsjahren.
Jerschowa wurde auf dem Wagankowoer Friedhof begraben.
Zu Jerschowas 100. Geburtstag wurde 2004 am WNIINM eine Gedenktafel angebracht.

## Ehrungen, Preise
- Orden des Roten Banners der Arbeit (1949)
- Stalinpreis (1949, 1951, 1953) für die Beiträge zur Entwicklung des Atomprojekts[1]
- Verdiente Wissenschaftlerin der RSFSR
- Chlopin-Preis der AN-SSSR (1968) für die Arbeiten zur Polonium-Chemie[15]